# راه بی‌نهایت (آلبوم)
راه بی‌نهایت نام یک آلبوم موسیقی اثر حسام‌الدین سراج، هنرمند ایرانی و آهنگسازی میدیا فرج نژاد است که در سبک سنتی ایرانی تهیه شده و دارای ۱۲ آهنگ است.

## شرح آلبوم

### فهرست آهنگ‌ها
- تصنیف بر باد (شعر حافظ شیرازی)
- ساز و آواز (دستگاه همایون، شعر حافظ شیرازی)
- ضربی شرم و شوق
- راه بی‌نهایت (ادامه ساز و آواز، شعر حافظ شیرازی)
- به سان رود (شعر ه. ا. سایه)
- سواران
- تصنیف فریاد کش (شعر حافظ شیرازی)
- شبیخون (مقدمه چهارگاه)
- تصنیف گام زمان (شعر ه. ا. سایه)
- ساز و آواز (دستگاه چهارگاه، شعر حافظ شیرازی)
- قطعه رهایی
- ادامه ساز و آواز (فرود به همایون، شعر حافظ شیرازی)
- تصنیف چون صبا (شعر حافظ شیرازی)

نوازندگان
- میثم مروستی (ویولن، ویولا)
- شهرام میرجلالی (تار) - هم‌نواز آواز
- اردشیر کامکار (کمانچه) - هم‌نواز آواز
- میدیا فرخ‌نژاد (تار، سه‌تار، بم‌تار)
- شروین مهاجر (کمانچه آلتو)
- پاشا هنجی (نی)
- علی بهرامی‌فرد (سنتور)
- شهرام علامی (عود)
- بابک غسالی (بربط)
- ارسلان کامکار (ویولن)
- امیر فتحی (ویولن، ویولا)
- سینا جهان‌آبادی (ویولن، ویولا)
- علی جعفری پویان (ویولن، ویولا)
- آیدین احمدی‌نژاد (ویولن، ویولا)
- فرشید حفظی‌فر (ابوا)
- نوید افقه (تمبک، ضرب زورخانه)
- ذکریا یوسفی (دف)
- الیاس حمیدی (طبلا)

### متن آهنگ‌ها

#### تصنیف چون صبا
- شعر از حافظ شیرازی

خرم آن روز کز این منزل ویران بروم
راحت جان طلبم وز پی جانان بروم
گر چه دانم که به جایی نبرد راه غریب
من به بوی سر آن زلف پریشان بروم
چون صبا با تن بیمارو دل بی طاقت
به هواداری آن سرو خرامان بروم
تازیان را غم احوال گرانباران نیست
پارسایان مددی تا خوش و آسان بروم